# Per Jonas Nordhagen

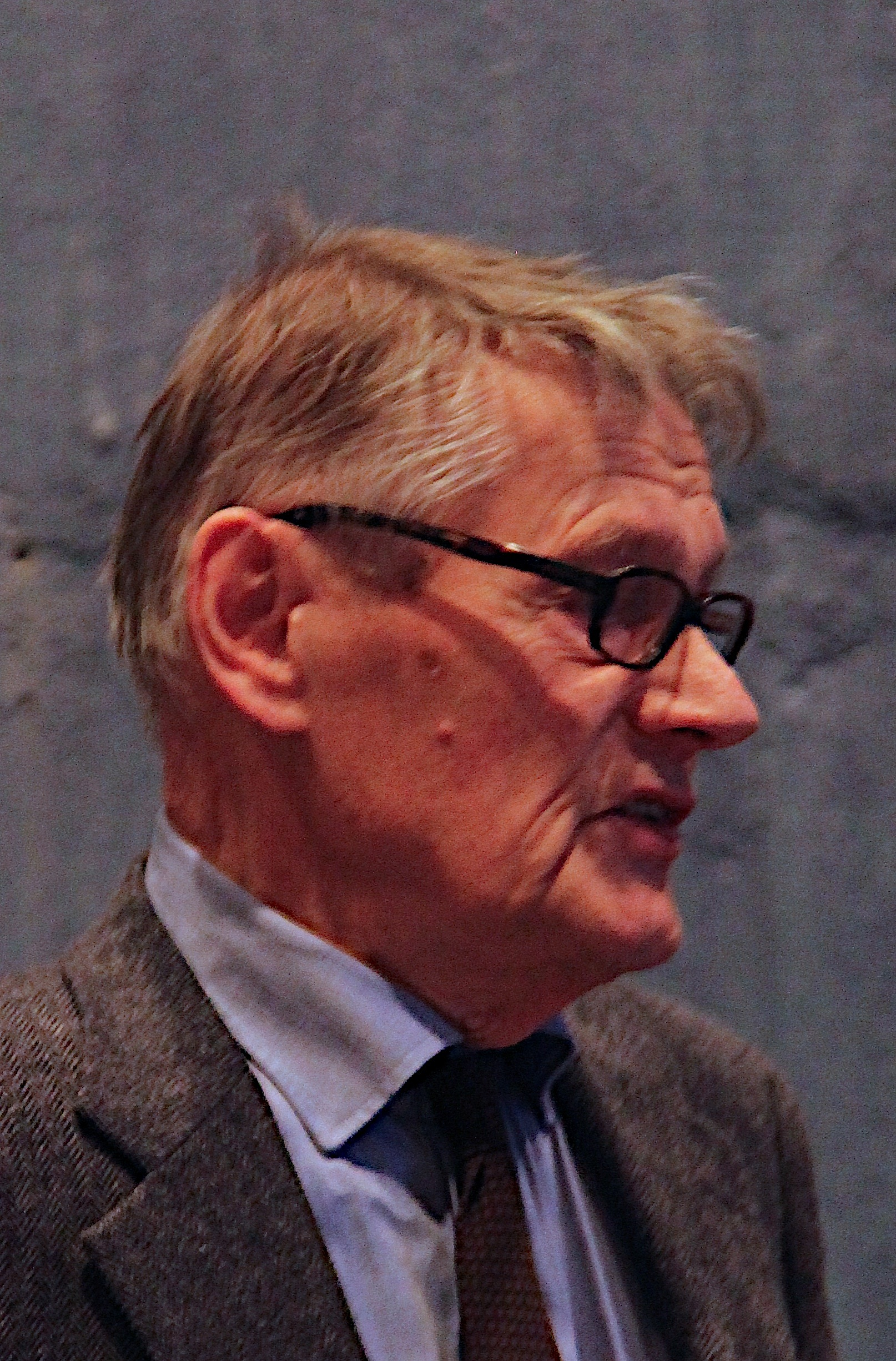
Per Jonas Nordhagen 2009

Per Jonas Nordhagen (* 30. Oktober  1929 in Bergen, Norwegen) ist ein norwegischer Kunsthistoriker.
Per Jonas Nordhagen, Sohn des Botanikers Rolf Nordhagen (1894–1979), studierte ab 1948 an der Universität Oslo bei Hans Peter L’Orange, 1955 erhielt er den Magistergrad (entspricht der Promotion). Von 1962 bis 1969 war er als Lektor an der Universität Oslo tätig, wo er 1967 habilitiert wurde. Von 1969 bis 1973 war er Dozent an der Universität Bergen. 1973 bis 1976 war er Direktor des Norwegischen Instituts in Rom. 1976 bis 1986 lehrte er wieder als Dozent an der Universität Oslo, von 1986 bis 1999 als Professor an der Universität Bergen. 1974 wurde er Mitglied der Norwegischen Akademie der Wissenschaften.
Sein Hauptforschungsgebiet ist die Kunstgeschichte der Spätantike, des Frühmittelalters und von Byzanz, insbesondere Malerei und Mosaiken.